# NGC 1132

NGC 1132

NGC 1132 في الفهرس العام الجديد، هي مجرة إهليلجية، تقع في كوكبة النهر. اكتشفت في 23 نوفمبر 1827 بواسطة جون هيرشل.

## روابط خارجية
- NGC 1132 على موقع ويكي سكاي: DSS2, SDSS, GALEX, IRAS, Hydrogen α, X-Ray, Astrophoto, Sky Map, Articles and images